# 13. San-marinesisches Kabinett
Das 13. Kabinett setzte sich aus Partito Democratico Cristiano Sammarinese (PDCS) und Partito Socialista Democratico Indipendente Sammarinese (PSDIS) zusammen und regierte San Marino vom 29. Oktober 1964 bis zum 9. November 1966. Der PDCS und PSDIS stellten je fünf Minister.
Nach der Parlamentswahl vom 13. September 1964 – der ersten bei der Frauen das aktive Wahlrecht hatten – bei der die Christdemokraten mit 29 Sitzen knapp die absolute Mehrheit verfehlten, gestaltete sich die Neubildung der Regierung schwierig. Nach sechs Wochen kam es, bildeten wie bereits PDCS und PSDIS, die bereits seit den Auseinandersetzungen von Rovereta im Jahr 1957 gemeinsam die Regierung stellten, erneut zu einer Koalition. Im Laufe des Jahres 1966 kam es zu Streitigkeiten zwischen den Regierungsparteien. Hauptursache war die Kritik der Linken am Wahlgesetz von 1959, in dem San-Marinesen, die im nichteuropäischen Ausland wohnten, die Möglichkeit der Briefwahl gegeben wurde. Am 9. November 1966 wurde ein neues Kabinett gewählt, das wieder von PDCS und PSDIS gestellt wurde.

## Liste der Minister
Die san-marinesische Verfassung kennt keinen Regierungschef, im diplomatischen Protokoll nimmt der Außenminister die Rolle des Regierungschefs ein.
| Amt                  | Minister                  | Partei | Amtszeit                            |
| -------------------- | ------------------------- | ------ | ----------------------------------- |
| Auswärtiges          | Federico Bigi             | PDCS   | 29. Oktober 1964 – 9. November 1966 |
| Inneres              | Gian Luigi Berti          | PDCS   | 29. Oktober 1964 – 9. November 1966 |
| Finanzen             | Pietro Giancecchi         | PSDIS  | 29. Oktober 1964 – 9. November 1966 |
| Öffentliche Arbeiten | Marino Benedetto Belluzzi | PDCS   | 29. Oktober 1964 – 9. November 1966 |
| Gesundheit           | Domenico Forcellini       | PSDIS  | 29. Oktober 1964 – 9. November 1966 |
| Landwirtschaft       | Emilio Della Balda        | PSDIS  | 29. Oktober 1964 – 9. November 1966 |
| Kommunikation        | Stelio Montironi          | PSDIS  | 29. Oktober 1964 – 9. November 1966 |
| Bildung und Justiz   | Giuseppe Micheloni        | PSDIS  | 29. Oktober 1964 – 9. November 1966 |
| Tourismus            | Luigi Lonfernini          | PDCS   | 29. Oktober 1964 – 9. November 1966 |
| Arbeit               | Ferruccio Piva            | PDCS   | 29. Oktober 1964 – 9. November 1966 |

### Bemerkungen
1. ↑  Segretario di Stato per gli Affari Esteri e Politici e Deputato per l’Industria
2. ↑  Segretario di Stato per gli Affari Interni e Deputato per il Commercio e l’Artigianato
3. ↑  Vice Segretario di Stato per gli Affari Interni e Finanze
4. ↑  Deputato per i Lavori Pubblici
5. ↑  Deputato per la Previdenza, l’Assistenza, la Sicurezza Sociale, l’Igiene e la Sanità
6. ↑  Deputato per l’Agricultura
7. ↑  Deputato per le Communicazioni
8. ↑  Deputato per la Pubblica Istruzione, la Giustizia e il Culto
9. ↑  Deputato per il Turismo, lo Sport e lo Spettacolo
10. ↑  Deputato per il Lavoro